# Steve Levine
Steve Levine est un producteur de musique et compositeur de bandes sonores britannique. Il a produit, entre autres, les Beach Boys, Culture Club, Gary Moore, Ziggy Marley et Stevie Wonder.

## Biographie
Steve Levine commence sa carrière dans les studios de Columbia Broadcasting System, en 1975, comme preneur de son stagiaire. Il exerce diverses fonctions, notamment celle d'ingénieur du son maison pour plusieurs groupes, parmi lesquels les groupes punks The Clash, The Jags, XTC et The Vibrators. Par ailleurs, il travaille avec le groupe pop Sailor, produit par Bruce Johnson, des Beach Boys. Comme Levine n'est pas satisfait de son travail d'ingénieur du son, Bruce Johnson l'encourage à changer de carrière. Steve Levine commence alors à écrire des chansons et tente de les produire. Quand il en propose quelques-unes à The Angelic Upstarts, il découvre que le manager du groupe, Tony Gordon, a un nouveau groupe sous contrat. Steve Levine contacte alors ce dernier, Culture Club. Il obtient de Virgin Records la signature d'un contrat pour la publication de quelques-unes de leurs chansons. Steve Levine produit les trois albums suivants du groupe, qui se vendent, par la suite, à plus de 20 millions d'exemplaires, obtenant trois albums de platine. La collaboration prend fin en 1984. En 1985, Steve est engagé par le groupe Téléphone pour réaliser le prochain album. Mais ce projet n'aboutit pas pour cause de séparation et seuls deux singles sont réalisés : Le jour s'est levé de Téléphone et Juste une illusion par Jean-Louis Aubert et Richard Kolinka qui viennent de quitter le groupe.
Cette même année, Levine propose à son ancien mentor, Bruce Johnson, de produire le nouvel album des Beach Boys. Après la séparation avec Culture Club, Levine travaille pour un large éventail de groupes et d'artistes. En 2000, Levine produit la contribution russe au concours de chanson de l'Eurovision. La chanson, Solo, d'Alsou, qui atteint la seconde place, est maintenant (2012) la plus vendue en Russie.
En 2005, Levine constitue le groupe « One world project », qui enregistre, dans le cadre des opérations d'aide après le tsunami d'Asie du Sud-Est, la chanson Grief never grows old. Avec 100 000 exemplaires, celle-ci prend la quatrième place en Angleterre et est actuellement (2012) le plus récent succès commercial de Levine. Depuis 2007, Levine est souvent employé par des entreprises telles que Yamaha, Korg et Apple Computer. Il donne des cours au magasin londonien d'Appel. Il travaille maintenant (2012) avec Charlotte Cooper, Laura Stracey, Zeano, John Howard, China Crisis, Lemmy & Motörhead, Westworld Miss-teeq, Honeyz, America, 6 Day Riot, Daytona Lights, Natalie McCool, The Glitches, Patch William, Louise, The Creatures, David Grant, 911, Prism Sound et Verbalicious.
Steve Levine est (2012) président de la Guilde des producteurs de musique et propriétaire de Hubris Records et de la compagnie de production radiophonique Magnum Opus Broadcasting, qui produit des émissions pour la BBC. Il est aussi président de la Société des droits de représentation (Performing Right Society), chargé de la musique, et de l'Académie britannique des paroliers, compositeurs et auteurs (British Academy of Songwriters, Composers and Authors). Il fait partie du bureau de l'Union des musiciens (Musicians' Union). Le 12 août 2011, il se prononce pour un blocage, par les autorités, des sites Internet d'échange de musique.
Steve Levine crée et coprésente, avec Richard Allinson, le programme « The Record Producers », sur BBC Radio 2. Cette série de documentaires analyse les enregistrements des grands groupes, comme les Beatles et les Bee Gees. La première série est consacrée aux producteurs : Trevor Horn, Arif Mardin (automne 2005), Nile Rodgers, Bob Clearmountain, Tony Visconti et Hugh Padgham. La seconde série, consacrée aux équipes de production, présente Tony Swain et SteveJolley, Clive Langer et Alan Winstanley, Holland, Dozier et Holland, Kenny Gamble et Leon Huff, Stock Atkin et Waterman et Jimmy Jam et Terry Lewis. La troisième série concerne les artistes, producteurs et paroliers : Mick Jones (de The Clash), Brian Wilson, Roy Wood, 10cc, Mike Chapman et Nicky Chinn, sir George Martin, Smokey Robinson, Todd Rundgren, les Bee Gees, les producteurs  de reggae et les Pink Floyd. Steve Levine participe, toujours sur la BBC, à l'émission 6 Music et présente l'émission Live @ Levines.
Steve Levine fait partie, aux côtés de Chris Martin et Mark Radcliffe, de Radio 2, du jury du concours annuel « Make It Break It », organisé par Yamaha, pour les jeunes musiciens et paroliers. Il vit à Londres (Royaume-Uni).

## Distinctions
Steve Levine  est honoré d'un Grammy Award pour son travail avec Deniece Williams. Il obtient également un Brit Award, le titre de Producteur BPI de l'année et celui de Top Singles Producer, de Musicweek. En 2011, il reçoit le Sony Radio Academy Award de bronze pour son émission de radio pour la BBC, The Producers.

## Discographie
- 2001 - Alsou - Solo (2 min 56 s), dans l'album Alsou.
- 6 Day Riot - Folie a Deux.
- 911 - There it is.
- America - Hourglass.

Encore Greatest Hits.
- Andy Stocks - Picking Up The Penny.
- Beckley Lamm Wilson - Like a brother.
- Beehive - Presence of your Love.
- Believin' It All - Single.
- Benny Lord - Faithful to the fiancée (single EP).
- Boyband - A New Musical.
- Britpack - Set me free.
- Celena Cherry - Celena Cherry.
- China Crisis - Difficult Shapes And Passive.
- Culture Club - The Best Of.

Colour by Numbers.
Don't Mind if I Do.
Greatest Moments.
Waking up with the House on Fire.
Kissing to be Clever.
Karma - Chameleon.
- David Grant & Jaki Graham - The very best.
- Deniece Williams - Water under the Bridge.
- Electric Dreams - Culture Club.
- Gary Moore - Ballads and Blues.
- Honeyz - Wonder No. 8.
- James Buller - Can't Smile Without You.
- Jo Stevens - Jo Stevens.
- Junior - Acquired Taste.
- Life Aid Armenia - What's going on.
- Louise - Woman In Me.
- Michelle Collins - Sunbur.n
- More Cold Feet - Official Soundtr.ack
- Owen - Our Own Little Stories.
- Playhaus - Loudhailer.
- Polly Magoo - Fais Vite !.
- QuarterFlash - Back into Blue.
- Sonia - Wake Up Everybody.
- The Beach Boys - The Beach Boys.
- The Beauties - The Beauties.
- The Creatures - Anima Animus.
- The Kings Singers - Spirit Voices.
- The Reggae Philharmonic Orchestra - Love & Hate.
- The Wedding Singer - Culture Club
- Voices in Motion - Excuse Me.
- Westworld - Beatbox Rock 'n' Roll.

Everything Good is Bad.
Greatest Hits.